# 高贤妃
高贤妃（?—?），宋太宗的妃嬪。
高氏在太平兴国二年（977年）三月入宫，太平兴国三年（978年）三月为才人，至道三年（997年）七月宋真宗进封高氏为修容，再进昭容，大中祥符六年（1013年）进昭仪，天禧二年（1018年）九月进淑容，乾兴元年（1022年）四月进淑仪，去世年月不详。明道二年（1033年）十月宋仁宗赠高氏太仪，庆历四年（1044年）九月赠贤妃。